# Comuna Berezivka, Iemilciîne
Berezivka (în ucraineană Березівська сільська рада) este o comună în raionul Iemilciîne, regiunea Jîtomîr, Ucraina, formată din satele Berezivka (reședința), Novosilka și Verbî.

## Demografie
Componența lingvistică a comunei Berezivka
     Ucraineană (98,22%)
     Rusă (1,56%)
     Alte limbi (0,22%)
Conform recensământului din 2001, majoritatea populației comunei Berezivka era vorbitoare de ucraineană (98,22%), existând în minoritate și vorbitori de rusă (1,56%).